# Чернявский, Иван Сильвестрович
Ива́н Сильве́стрович Черня́вский (1835 — 1904; Санкт-Петербург) — генерал-лейтенант полевой пешей артиллерии, начальник Военно-исторического отдела при Окружном Штабе Кавказского военного округа. Участник Кавказской войны, подавления Адаевского восстания (1870) и Русско-турецкой войны (1877—1878).

## Биография
Родился 12 (24) ноября 1835 года. Образование получил в Константиновском кадетском корпусе.
В офицерском чине на службе с 11 июня 1855 года. С 1857 года принимал участие в боевых действиях на Кавказе. 26 августа 1858 года получил чин подпоручика, а 27 августа следующего года поручика. 16 сентября 1863 года «за боевые отличия» присвоен чин штабс-капитана. 19 августа 1866 года назначен на должность адъютанта командующего Дагестанской областью. 31 июля следующего года получил чин капитана. В 1870 года участвовал в подавлении Адаевского восстания в Мангышлаке. С 26 ноября 1871 по 11 июля 1872 и с 28 ноября 1872 по 21 января 1879 годы состоял в распоряжении Е. И. В. главнокомандующего Кавказской армией. 31 марта 1874 года присвоен чин полковника. Участвовал в русско-турецкой войне 1877―1878 гг. на кавказском театре военных действий. В 1879 году произведён в генерал-майоры («за боевые отличия» со старшинством от 2 октября 1877 г.), а 28 июня 1887 года в генерал-лейтенанты. 13 июня 1888 года назначен начальником Военно-исторического отдела при Окружном Штабе Кавказского военного округа. Состоя на этой должности, Чернявский был редактором «Кавказского сборника», а также ряда исторических трудов составленных А. Л. Гизетти, В. И. Томкеевым и др. С 27 января 1899 года состоял в распоряжении Главного артиллерийского управления, а с 24 марта 1901 года в распоряжении начальника Главного штаба. По состоянию на 1904 год проживал в Санкт-Петербурге на ул. Сергиевской (д. 67).
Скончался 5 (18) ноября 1904 года. Похоронен на кладбище петербургского Новодевичья монастыря в Санкт-Петербурге.

## Награды
- орден Св. Анны 4-й ст. с надписью «За храбрость» (1858)
- орден Св. Станислава 3-й ст. с мечами и бантом (1861)
- орден Св. Анны 3-й ст. (1861)
- орден Св. Станислава 2-й ст. с мечами (1869)
- орден Св. Анны 2-й ст. (1875)
- золотая сабля «За храбрость» (1877)
- орден Св. Владимира 3-й ст. с мечами (1878)
- орден Св. Станислава 1-й ст. (1882)
- орден Св. Анны 1-й ст. (1885)
- орден Св. Владимира 2-й ст. (1890)
- орден Белого орла (1895)
- знак отличия «За безупречную службу» (XL) (1896)